# Roza Vidaković
Roza Vidaković (Čavolj, 24. studenog 1922. – Baja, 26. siječnja 1981.) je hrvatska pjesnikinja iz Mađarske. Rodom je bunjevačka Hrvatica.
Rodila se u Čavolju 1922.
Djelovala je u vrlo kratkom vremenskom razdoblju. Pjesme su joj pokazivale društvenu angažiranost, u kojima je na ženski lirski način vrjednovala aktualne društvene tokove. 
Pjesnički je bila aktivna od kraja Drugog svjetskog rata do Rezolucije Informbiroa 1948., od defašizacije Mađarske u razdoblju kada je popustila državna represija prema manjinama i kad se liberalizirao manjinski kulturni život. Nakon Rezolucije Informbiroa 1948. i snažnog zaokreta mađarske politike prema manjinama iz Jugoslavije i drastičnog pogoršanja jugoslavensko-mađarskih odnosa, Roza Vidaković se povukla iz javnog kulturnog života. Pjesme je pisala, ali ih nije objavljivala sve do zadnjih par godina svog života. 
Njen veliki prijatelj i kolega je bio kulturni djelatnik iz Mađarske, Ljubomir S. Lastić.

## Djela
Neke pjesme su joj ušle u antologiju hrvatske poezije u Mađarskoj 1945. – 2000. urednika Stjepana Blažetina Rasuto biserje. 
- Iz dubine, pjesme, Budimpešta, 2007.

2007. su joj objavljene pjesme u izdanju budimpeštanske Croatice. Izdanje je uredio Ljubomir Lastić, a predgovor Zvonimir Bartolić.

## Vanjske poveznice
- Hrvatska književnost u Mađarskoj[neaktivna poveznica]